# Largo Town Center (Metro de Washington)
Largo Town Center es una estación elevada en la línea Azul y la línea plateada del Metro de Washington, administrada por la Autoridad de Tránsito del Área Metropolitana de Washington. La estación se encuentra localizada en 9000 Lottsford Road & Largo Town Center en Largo, Maryland. La estación Largo Town Center fue inaugurada el 18 de diciembre de 2004.

## Descripción
La estación Largo Town Center cuenta con 1 plataforma central. La estación también cuenta con 2,200 de espacios de aparcamiento y 9 espacios para bicicletas con 48 casilleros.

## Conexiones
La estación cuenta con las siguientes conexiones de autobuses: 
- Rutas del MetroBus